# Saint-Jean-de-Marsacq
Pour les articles homonymes, voir Saint-Jean.
Saint-Jean-de-Marsacq est une commune française située dans le département des Landes en région Nouvelle-Aquitaine.
Le gentilé est Saint-Jeannais.

## Géographie

### Localisation
Commune située sur l'Adour.

### Communes limitrophes
Les communes limitrophes sont Josse, Pey, Saint-Étienne-d'Orthe, Saint-Martin-de-Hinx, Saint-Vincent-de-Tyrosse et Saubrigues.
| Saint-Vincent-de-Tyrosse | Josse                 |                       |
| Saubrigues               | Saint-Jean-de-Marsacq | Pey                   |
|                          | Saint-Martin-de-Hinx  | Saint-Étienne-d'Orthe |

### Climat
Pour des articles plus généraux, voir Climat de la Nouvelle-Aquitaine et Climat des Landes.
Historiquement, la commune est exposée à un micro climat océanique basque.  
En 2020, Météo-France publie une typologie des climats de la France métropolitaine dans laquelle la commune est exposée à un climat océanique et est dans la région climatique  Pyrénées atlantiques, caractérisée par une pluviométrie élevée (>1 200 mm/an) en toutes saisons, des hiver très doux (7,5 °C en plaine) et des vents faibles.
Pour la période 1971-2000, la température annuelle moyenne est de 13,6 °C, avec une amplitude thermique annuelle de 13,4 °C. Le cumul annuel moyen de précipitations est de 1 337 mm, avec 12,9 jours de précipitations en janvier et 8,1 jours en juillet. Pour la période 1991-2020, la température moyenne annuelle observée sur la station météorologique la plus proche, située sur la commune de Saint-Martin-de-Hinx à 5 km à vol d'oiseau, est de 14,2 °C et le cumul annuel moyen de précipitations est de 1 410,1 mm,. Pour l'avenir, les paramètres climatiques de la commune estimés pour 2050 selon différents scénarios d’émission de gaz à effet de serre sont consultables sur un site dédié publié par Météo-France en novembre 2022.

## Urbanisme

### Typologie
Au 1er janvier 2024, Saint-Jean-de-Marsacq est catégorisée bourg rural, selon la nouvelle grille communale de densité à sept niveaux définie par l'Insee en 2022.
Elle appartient à l'unité urbaine de Saint-Jean-de-Marsacq, une agglomération intra-départementale regroupant deux  communes, dont elle est ville-centre,,. La commune est en outre hors attraction des villes,.

### Occupation des sols

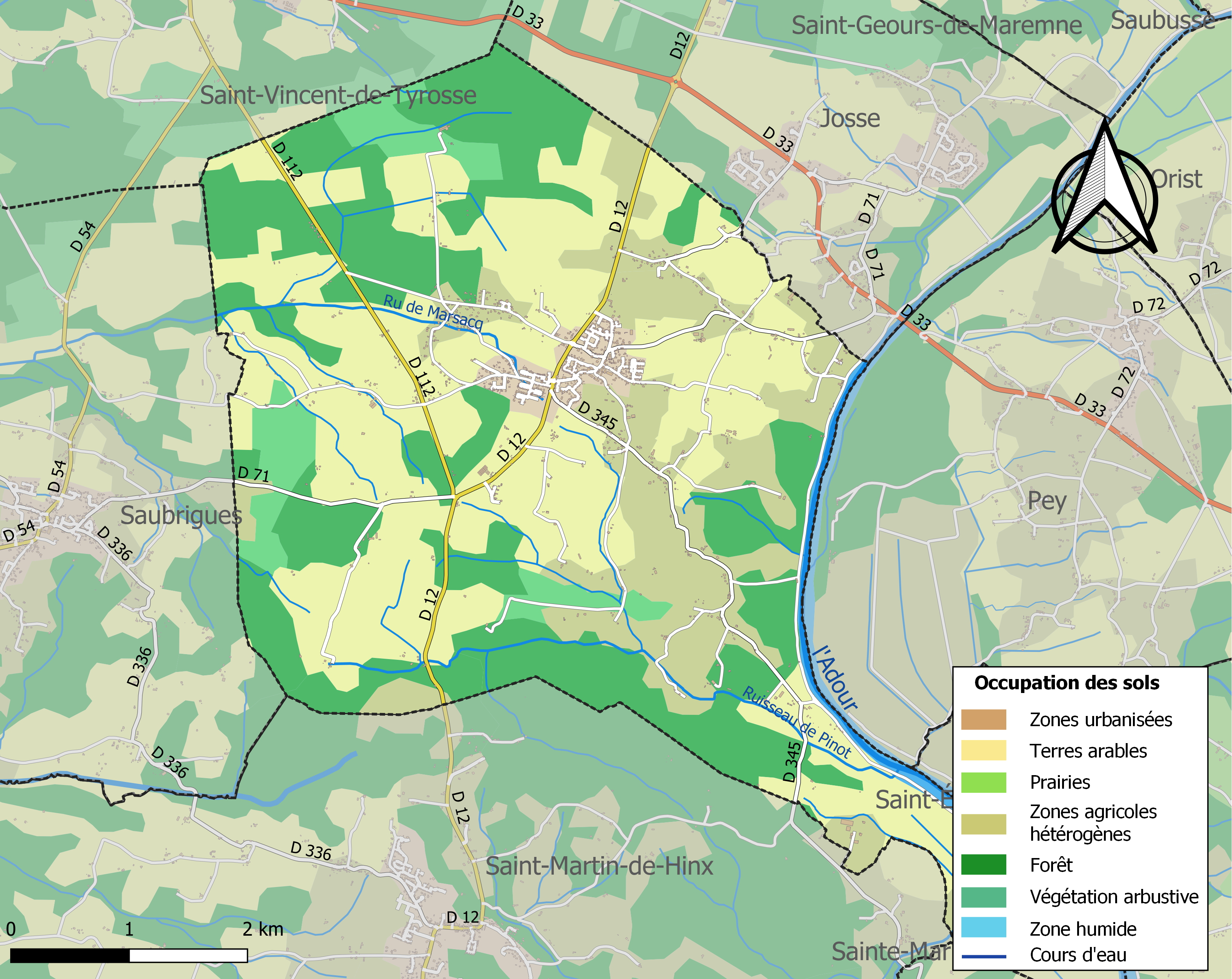
Carte des infrastructures et de l'occupation des sols de la commune en 2018 (CLC).

L'occupation des sols de la commune, telle qu'elle ressort de la base de données européenne d’occupation biophysique des sols Corine Land Cover (CLC), est marquée par l'importance des territoires agricoles (61,4 % en 2018), en diminution par rapport à 1990 (64,5 %). La répartition détaillée en 2018 est la suivante : terres arables (42,9 %), forêts (30,2 %), zones agricoles hétérogènes (18,4 %), milieux à végétation arbustive et/ou herbacée (4,8 %), zones urbanisées (2,5 %), eaux continentales (1 %). L'évolution de l’occupation des sols de la commune et de ses infrastructures peut être observée sur les différentes représentations cartographiques du territoire : la carte de Cassini (XVIIIe siècle), la carte d'état-major (1820-1866) et les cartes ou photos aériennes de l'IGN pour la période actuelle (1950 à aujourd'hui).

### Lieudits et hameaux
Six quartiers composent la commune de Saint-Jean-de-Marsacq :
- la Lande ;
- le Bourg ;
- le Cousturé ;
- les Nassuts ;
- Geyrosse ;
- la Houn et Marsacq.

### Risques majeurs
Le territoire de la commune de Saint-Jean-de-Marsacq est vulnérable à différents aléas naturels : météorologiques (tempête, orage, neige, grand froid, canicule ou sécheresse), inondations, feux de forêts, mouvements de terrains et séisme (sismicité modérée). Un site publié par le BRGM permet d'évaluer simplement et rapidement les risques d'un bien localisé soit par son adresse soit par le numéro de sa parcelle.
Certaines parties du territoire communal sont susceptibles d’être affectées par le risque d’inondation par débordement de cours d'eau, notamment l'Adour. La commune a été reconnue en état de catastrophe naturelle au titre des dommages causés par les inondations et coulées de boue survenues en 1988, 1999 et 2009,.
Saint-Jean-de-Marsacq est exposée au risque de feu de forêt. Depuis le 20 avril 2016, les départements de la Gironde, des Landes et de Lot-et-Garonne disposent d’un règlement interdépartemental de protection de la forêt contre les incendies. Ce règlement vise à mieux prévenir les incendies de forêt, à faciliter les interventions des services et à limiter les conséquences, que ce soit par le débroussaillement, la limitation de l’apport du feu ou la réglementation des activités en forêt. Il définit en particulier cinq niveaux de vigilance croissants auxquels sont associés différentes mesures,.
Les mouvements de terrains susceptibles de se produire sur la commune sont des tassements différentiels.

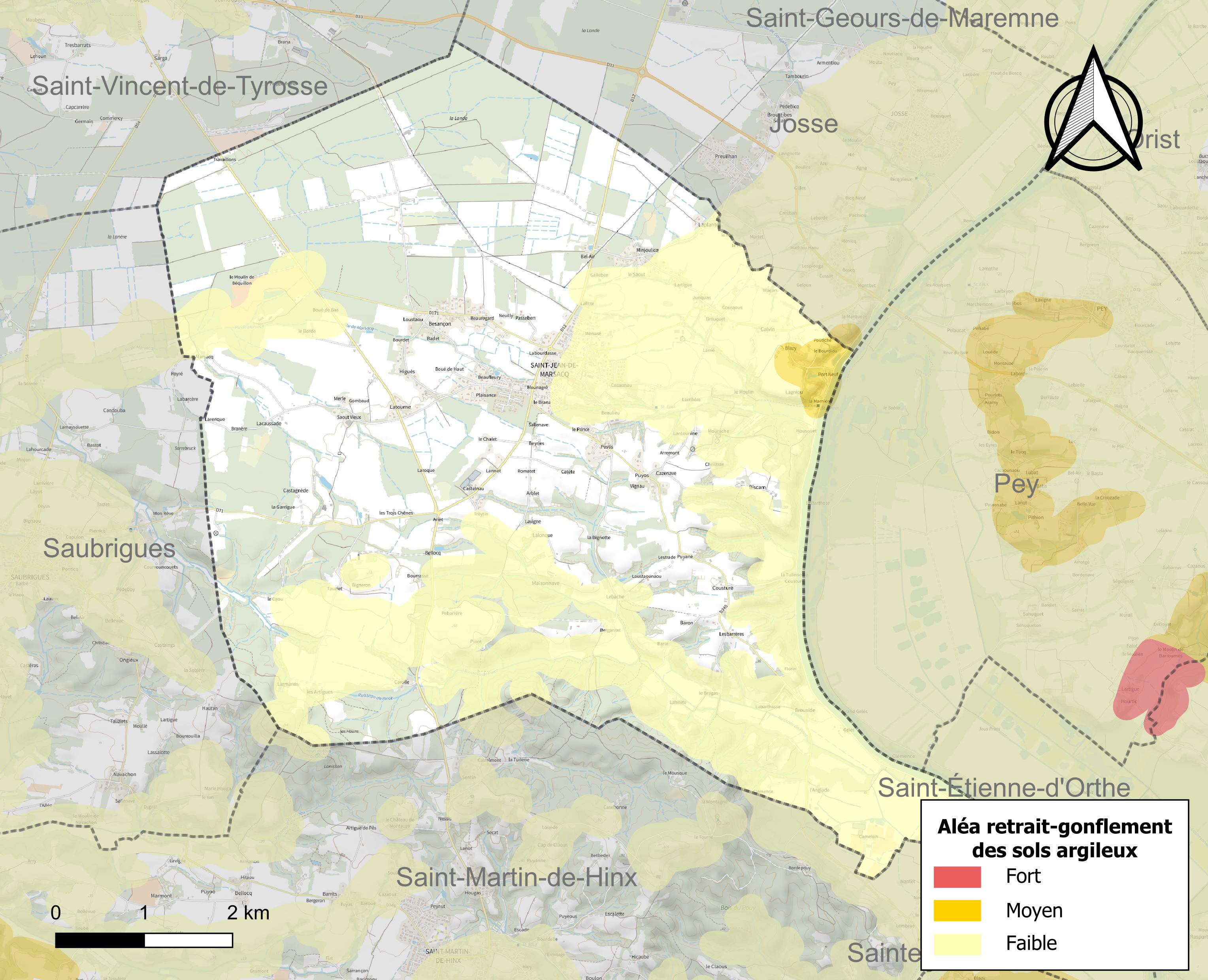
Carte des zones d'aléa retrait-gonflement des sols argileux de Saint-Jean-de-Marsacq.

Le retrait-gonflement des sols argileux est susceptible d'engendrer des dommages importants aux bâtiments en cas d’alternance de périodes de sécheresse et de pluie. 1 % de la superficie communale est en aléa moyen ou fort (19,2 % au niveau départemental et 48,5 % au niveau national). Sur les 663 bâtiments dénombrés sur la commune en 2019,  16 sont en aléa moyen ou fort, soit 2 %, à comparer aux 17 % au niveau départemental et 54 % au niveau national. Une cartographie de l'exposition du territoire national au retrait gonflement des sols argileux est disponible sur le site du BRGM,.
Concernant les mouvements de terrains, la commune a été reconnue en état de catastrophe naturelle au titre des dommages causés par des mouvements de terrain en 1999.

## Toponymie
Son nom gascon est Sent Joan de Marsac.

## Histoire
Au cours de la période de la Convention nationale (1792-1795), la commune porta le nom révolutionnaire de Pelletier-de-Marsacq.

## Politique et administration
| Période                                  | Période  | Identité             | Étiquette | Qualité                       |
| ---------------------------------------- | -------- | -------------------- | --------- | ----------------------------- |
| 1995                                     | 2014     | Jean-Claude Duizabo  | PS        | Retraité EDF                  |
| 2014                                     | En cours | Marie-Thérèse Libier | DVG       | Contrôleur finances publiques |
| Les données manquantes sont à compléter. |          |                      |           |                               |

## Démographie
L'évolution du nombre d'habitants est connue à travers les recensements de la population effectués dans la commune depuis 1793. Pour les communes de moins de 10 000 habitants, une enquête de recensement portant sur toute la population est réalisée tous les cinq ans, les populations de référence des années intermédiaires étant quant à elles estimées par interpolation ou extrapolation. Pour la commune, le premier recensement exhaustif entrant dans le cadre du nouveau dispositif a été réalisé en 2007.

En 2022, la commune comptait 1 810 habitants, en évolution de +15,51 % par rapport à 2016 (Landes : +5,78 %, France hors Mayotte : +2,11 %).
| 1793 | 1800 | 1806  | 1821  | 1831  | 1836  | 1841  | 1846  | 1851  |
| ---- | ---- | ----- | ----- | ----- | ----- | ----- | ----- | ----- |
| 939  | 980  | 1 031 | 1 195 | 1 286 | 1 264 | 1 279 | 1 308 | 1 310 |

| 1856  | 1861  | 1866  | 1872  | 1876  | 1881  | 1886  | 1891  | 1896  |
| ----- | ----- | ----- | ----- | ----- | ----- | ----- | ----- | ----- |
| 1 314 | 1 265 | 1 230 | 1 158 | 1 194 | 1 160 | 1 092 | 1 283 | 1 113 |

| 1901  | 1906  | 1911  | 1921  | 1926 | 1931 | 1936 | 1946 | 1954 |
| ----- | ----- | ----- | ----- | ---- | ---- | ---- | ---- | ---- |
| 1 129 | 1 084 | 1 072 | 1 012 | 960  | 921  | 866  | 854  | 826  |

| 1962 | 1968 | 1975 | 1982 | 1990 | 1999 | 2006  | 2007  | 2012  |
| ---- | ---- | ---- | ---- | ---- | ---- | ----- | ----- | ----- |
| 803  | 732  | 688  | 782  | 793  | 894  | 1 199 | 1 243 | 1 354 |

| 2017  | 2022  | - | - | - | - | - | - | - |
| ----- | ----- | - | - | - | - | - | - | - |
| 1 614 | 1 810 | - | - | - | - | - | - | - |

## Lieux et monuments
- Église Saint-Jean-Baptiste de Saint-Jean-de-Marsacq où s'affiche l'année 1542 au sommet de son monumental portail Renaissance, finement rehaussé, qui encadre une belle porte en chêne du XVIIIe siècle.

## Personnalités liées à la commune
- Jean-Joseph Rupert.
- Patrice Plassin.
- Clément Lagain.
- Thomas Chasseur.

## Vie locale
- Fêtes locales : dernier week-end de juin.
- Rugby, pelote, stand de tir, randonnée pédestre, pêche…